# Bistum Saginaw
Das Bistum Saginaw (lat.: Dioecesis Saginavensis) ist eine in den Vereinigten Staaten gelegene römisch-katholische Diözese mit Sitz in Saginaw, Michigan.

## Geschichte
Das Bistum Saginaw wurde am 26. Februar 1938 durch Papst Pius XI. aus Gebietsabtretungen des Erzbistums Detroit und des Bistums Grand Rapids errichtet und dem Erzbistum Detroit als Suffraganbistum unterstellt. Am 19. Dezember 1970 gab das Bistum Saginaw Teile seines Territoriums zur Gründung des Bistums Gaylord ab.

## Territorium
Das Bistum Saginaw umfasst den mittleren Osten des Bundesstaates Michigan.

## Bischöfe von Saginaw
- William Francis Murphy, 1938–1950
- Stephen Stanislaus Woznicki, 1950–1968
- Francis Frederick Reh, 1968–1980
- Kenneth Edward Untener, 1980–2004
- Robert James Carlson, 2004–2009, dann Erzbischof von Saint Louis
- Joseph Robert Cistone, 2009–2018
- Robert Dwayne Gruss, seit 2019